# 天津宝坻万科广场
天津宝坻万科广场，位于天津市宝坻区的一家商场，开发商为万科集团，2021年3月15日开工，由PLA+Partners设计，是天津市十四五新开业重点商业项目。
项目建设用地面积约24159平方米，总建筑面积约69177平方米，景观面积约10872平方米。